# Fische (Tierkreiszeichen)

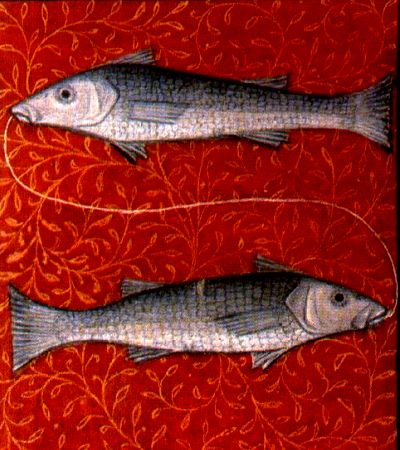
Die durch eine Schnur verbundenen Fische (mittelalterliche Buchillustration)

Astrologisches Symbol der Fische

Das Tierkreiszeichen Fische (altgriechisch ἰχθύες Ichthýes, lateinisch Pisces, kurz pi) entspricht dem zwölften Abschnitt des Tierkreises von 330° bis 360° ekliptikaler Länge ab dem Frühlingspunkt.
Die Sonne befindet sich im Mittel in der Zeit zwischen 19. Februar und 20. März in diesem Zeichen. Aufgrund der Wanderung des Frühlingspunktes entspricht das Tierkreiszeichen Fische heute nicht mehr exakt dem Sternbild Fische. Aktuell befindet sich die Sonne im Sternbild Fische ungefähr in der Zeit zwischen 12. März und 19. April.
Außerdem geht seit etwa Christi Geburt die Sonne am Morgen der Tagundnachtgleiche im Frühjahr, am 21. März, vor dem Sternbild der Fische auf. Nach dem natürlichen Zyklus der Präzession tut sie das noch bis etwa 2150. Dieser 2.150 Jahre andauernde Teilzyklus wird auch Platonischer Monat oder Weltmonat genannt. Ab Mitte des nächsten Jahrhunderts wird die Sonne dann am Morgen der Tagundnachtgleiche für die nächsten 2.150 Jahre vor dem Sternbild des Wassermanns aufgehen.
Nach dem Tetrabiblos des Claudius Ptolemäus
- sind die Fische weiblich (I.12) und
- der Jupiter war der Herrscher des Zeichens, bis der Neptun zum Herrscher wurde (I.17), und
- die Venus ist in den Fischen exaltiert.

Als melothesische Entsprechung wurden den Fischen in der antiken Iatroastrologie die Füße zugeordnet. Die zugeordnete Gottheit war Neptun.
Mit Krebs und Skorpion bilden die Fische das Trigon des Elements Wasser und mit Zwillingen, Jungfrau und Schütze das Quadrat der vier beweglichen Zeichen.
Das Zeichen war bereits Teil des babylonischen Tierkreises. Auf den MUL.APIN-Tafeln erscheint es als die „[Fisch-]Schwänze“ (MUL.ZIBBATI.MESH oder MUL.KUN.MESH kun.mes).
Dargestellt wird das Zeichen seit der Antike als zwei in entgegengesetzte Richtungen schwimmende, durch eine Schnur verbundene Fische. Das astrologische Symbol ist eine Stilisierung, bei der die beiden senkrechten Linien die Fische darstellen und die waagrechte Linie die verbindende Schnur.
Das Unicode-Zeichen für das Symbol ist U+2653 (♓).